# Remonte
Remonte (fransk: erstatningshest) er en betegnelse inden for klassisk ridekunst og i kavalleriuddannelse for en hest, der stadig er under grunduddannelse. Der skelnes mellem en ung remonte i sit første uddannelsesår, der begynder med longering og også omfatter letridning og cirkelridning, og en gammel remonte i sit andet og tredje uddannelsesår, hvor de simplere elementer af klassisk dressurridning tilføjes.
I militært sprog (Tyskland, i det 19. og begyndelsen af det 20. århundrede) betød remonte en tre- eller fireårig hest. Disse var nødvendige til at erstatte de heste, der hvert år blev kasseret. F.eks. var der i år 1900 98.000 heste og 11.000 remonter i den kejserlige tyske hær. Militæret købte dem fortrinsvis i det tidligere Øst- og Vestpreussen, som indtil 1945 var verdens største, lukkede område for hesteopdræt. En mindre del kom fra stutterier nær Hannover og i Slesvig.
De fleste var varmblodsheste f.eks. østpreussiske trakenere, mens en mindre del var koldblodsheste. De fireårige kom oftest direkte i hæren. De treårige forblev et år i et remonter-depot. Preussen havde mere end 20 af disse depoter, mens Sachsen var i besiddelse af fire. Her trænedes dagligt bevægelse i alle gangarter, anatomi og hestepsykologi under streng disciplin. Under denne træning blev remonterne stadig ikke redet. De vænnede sig til staldkaserner og militære forhold som skydning, trommer og faner. Derefter var de i ni år trækheste i artilleriet og i transporttjeneste (træn), og senere i ti år rideheste i de beredne tropper og stabe. I det første uddannelsesår blandt tropperne betegnedes de stadig remonter.